# Flintstone (Maryland)
Flintstone es un lugar designado por el censo ubicado en el condado de Allegany en el estado estadounidense de Maryland. En el Censo de 2010 tenía una población de 177 habitantes y una densidad poblacional de 164,28 personas por km².

## Geografía
Flintstone se encuentra ubicado en las coordenadas 39°42′12″N 78°34′33″O / 39.70333, -78.57583. Según la Oficina del Censo de los Estados Unidos, Flintstone tiene una superficie total de 1.08 km², de la cual 1.08 km² corresponden a tierra firme y (0%) 0 km² es agua.

## Demografía
Según el censo de 2010, había 177 personas residiendo en Flintstone. La densidad de población era de 164,28 hab./km². De los 177 habitantes, Flintstone estaba compuesto por el 99.44% blancos, el 0.56% eran afroamericanos, el 0% eran amerindios, el 0% eran asiáticos, el 0% eran isleños del Pacífico, el 0% eran de otras razas y el 0% pertenecían a dos o más razas. Del total de la población el 0% eran hispanos o latinos de cualquier raza.